# Monochroides olivescens
Monochroides olivescens là một loài bướm đêm trong họ Noctuidae.